# Setodes ekapita
Setodes ekapita är en nattsländeart som beskrevs av Schmid 1987. Setodes ekapita ingår i släktet Setodes och familjen långhornssländor. Inga underarter finns listade i Catalogue of Life.